# Mariovy reformy

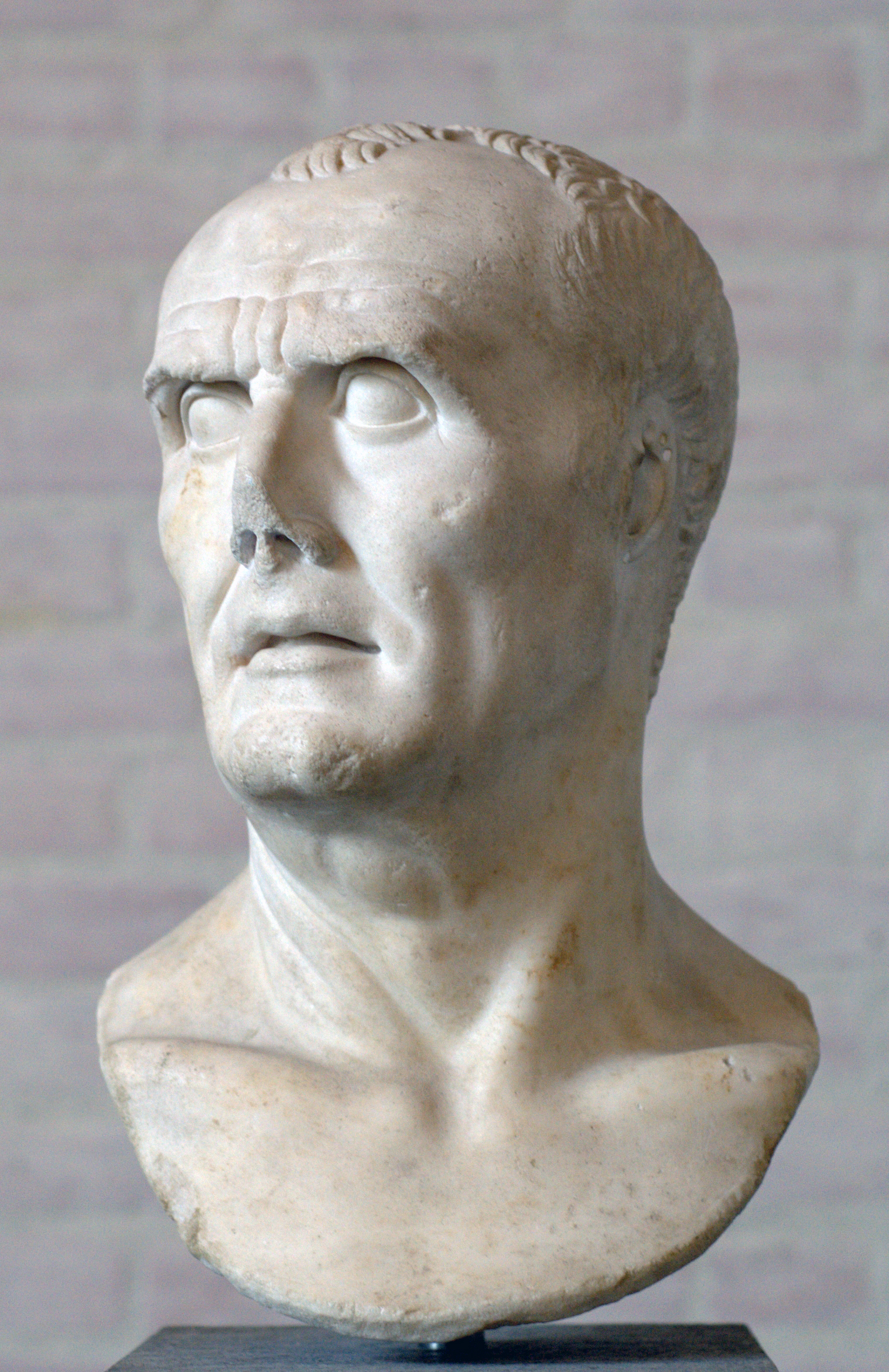
Gaius Marius

Mariovy reformy byly vojenské reformy prováděné v roce 107 př. n. l. Tyto reformy zavedl římský státník a vojevůdce Gaius Marius.

## Pozadí
Až do posledního desetiletí 2. století před naším letopočtem byly požadavky způsobilosti stát se římským vojákem ve službách republiky velmi přísné.
Římský voják
- musel být členem páté třídy sčítání lidu nebo vyšší (adsidui neboli „daňoví poplatníci“),
- musel vlastnit majetek v hodnotě 3500 sesterciů,
- musel být schopen si zaopatřit vlastní výzbroj a výstroj.

## Jednotlivé Mariovy reformy
Nejdůležitější z Mariových reforem bylo zahrnutí římských občanů bez půdy, latinsky (capite censi), mužů, kteří neměli žádný majetek, který by se mohl při sčítání hodnotit. Místo toho byli takzvaně „počítáni hlavou“. Tito muži byli nyní mezi řadami těch, kteří mohli být přijati za římské legionáře, i když nevlastnili žádný významný majetek. Jelikož si chudí občané nemohli dovolit zaopatřit vlastní zbraně a brnění, Marius zaúkoloval stát, aby jim zbraně a výstroj dodal sám. Nabídl tak osvobozeným masám trvalé zaměstnání za mzdu, jako profesionálním vojákům a současně příležitost získat kořist během bitev. S malou nadějí na získání významného postavení jinými způsoby se masy capite censi daly na stranu Maria. Posléze byli profesionální vojáci byli přijímáni na dobu 16 let, později se dostali na 20 let plného výkonu a 5 let a sloužili jako evocati v rámci reforem zavedených Augustem.
Druhou důležitou reformou provedenou Mariem bylo vytvoření stálé armády. Marius dokázal standardizovat výcvik a vybavení napříč římskými legiemi. Výcvik se konal po celý rok, a to i v době míru.
Další reformou, kterou Marius dokázal zavést, bylo uvedení v účinnost právních předpisů, které nabízely penzijní dávky ve formě pozemkových grantů vysloužilým vojákům po splnění 25leté služby. Jejich generál jim následně uznal penzi a věnoval jim pozemek v podmaněné oblasti, kde si daný legionář přál strávit důchod. Důstojníci a velitelé však dostávali peněžní odměny, které byly 10 až 25krát větší, než odměna běžného pěšáka.
Na závěr se jedna z posledních Mariových reforem věnovala římským spojencům (Etrurie, Picenum atd.) Jim udělil Marius plné římské občanství, pokud bojovali za Řím a dokončili období služby v římské armádě.

## Organizace legií dle Maria
Celkový počet mužů v legii plné síly byl asi 4 800 vojáků. Vnitřní organizace legie se skládala z 10 kohort po 6 centuriích. Každá centurie se skládala z 80 mužů a každá centurie byla znovu rozdělena do 10 contubernií vedených decanem. Contubernium se potom skládalo z 8 legionářů. Centurie bojovala jako jednotka, pochodovala jako jednotka a tábořila jako jednotka. Nesla s sebou všechny zbraně a vybavení potřebné k tomu, aby se živila a udržovala v bojové pohotovosti. Každý muž byl zodpovědný za nesení vlastních zásob, zbraní a několikadenních dávek. Teorie, že centurie měla 20 nevojáků, je soudobá spekulace a není podporována žádnými relevantními důkazy. Tato reforma posléze drasticky snížila logistickou zátěž a učinila římskou armádu mnohem mobilnější a bojeschopnější.